# Ян Глінчевський
Ян Глінчевський (нар. 4 грудня 1942, Вінниця — 14 вересня 2016, Краків, Польща) — польський педагог та громадський діяч, пов'язаний з польською громадою в Україні.

## Біографія
Ян Глінчевський народився у місті Вінниця 4 грудня 1942 року.
Глінчевський відстоював польське життя на Поділлі. У 1980-х роках був співзасновником створеної в Києві Польської культурно-освітньої асоціації поляків «Єдність», яка у 1991 році була перетворена на Союз поляків в Україні. Був засновником Конфедерації поляків Поділля та працював директором польської суботньо-недільної школи у Вінниці, яка працювала із 1999 року. У 90-х роках працював над відновленням співпраці між Винницею та Кельцями.

Завдяки старанням Глінчевського, влада доклала зусиль, щоб фінансувати, а потім встановити та відкрити у липні 2008 року у Вінниці по вулиці Соборній 69 меморіальну дошку на честь зустрічі у Вінниці Юзефа Пілсудського та Семена Петлюри, яка відбулася у травні 1920 року. Це місце стало обов'язковим під час офіційних візитів польських делегацій.

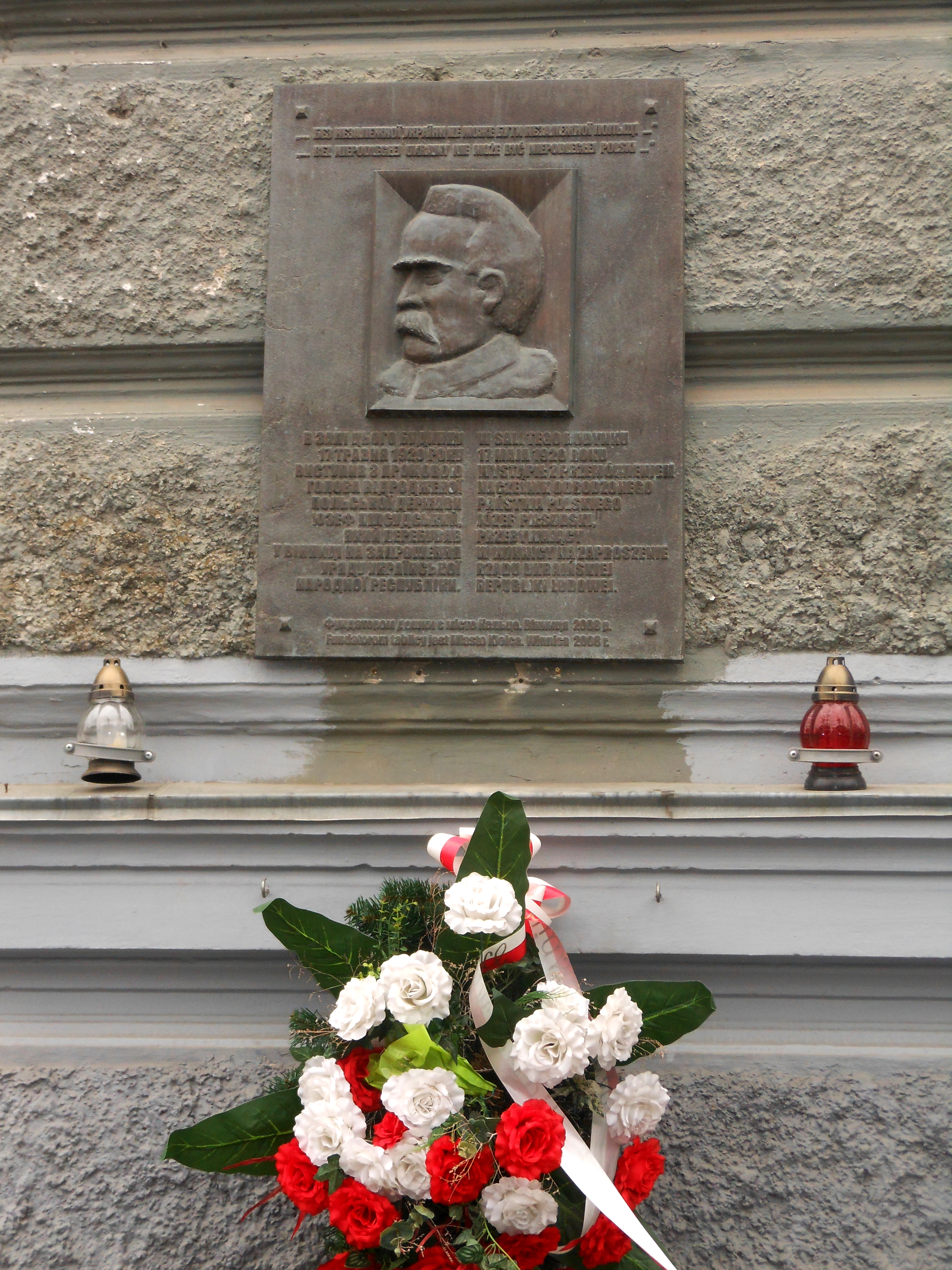
Меморіальна дошка Юзефу Пілсудському

У 2014 році ініціював розміщення двомовних дошок у Центральному муніципальному парку у Вінниці, щодо вшанування пам'яті масових вбивств мешканців міста НКВС у 1937—1938 роках.
Також Глінчевський був автором численних історичних публікацій.
Помер Ян Глінчевський 14 вересня 2016 року внаслідок ускладнень після травми хребта, спричиненої падінням з дерева. Лікування відбувалося в місті Кельцях, а реабілітація у Кракові.
Похований на кладовищі Продник Червоний (Батовицьке) у Кракові.

## Відзнаки та визнання
На знак визнання його заслуг Ян Глінчевський був нагороджений Лицарським хрестом Ордена Відродження Польщі, медаллю «Про Пам'ять» та знаком «Заслужений для польської культури». У 2008 році він отримав «Нагороду міста Кельце».